# Pentaschistis
Pentaschistis es un género  de plantas herbáceas de la familia de las poáceas. Es originario de África y Madagascar.

## Etimología
El nombre del género deriva del griego penta (cinco) y schistos (dividir, cortar), aludiendo a las hendiduras de las lemas.

## Citología
El número cromosómico básico del género es x = 7 y 13, con números cromosómicos somáticos de  2n = 14, 26, 28, 42, y 52, ya que hay una serie poliploide.

## Especies seleccionadas
- Pentaschistis acinosa
- Pentaschistis airoides
- Pentaschistis alticola
- Pentaschistis ampla